# لوئیس دسپرز
لوئیس دسپرز (انگلیسی: Louis Desprez; ۷ ژوئیهٔ ۱۷۹۹ – ۱۶ نوامبر ۱۸۷۰) مجسمه‌ساز اهل فرانسه بود.
وی همچنین برندهٔ جوایزی همچون لژیون دونور (شوالیه) و جایزه بزرگ رم شده‌است.